# 奥黛
越南長襖（越南语：／），常音譯為奧黛，为近現代京族的服装。起源于18世纪顺化广南国的宫廷服装，越南长袄于19世纪和20世纪初演变成五身贵族长袍。受巴黎时装启发，阮吉祥和其他艺术家于20世纪20年代到30年代联合印度支那大學（今河内國家大學）重新设计了五身长袍作为现代服饰。改版款式被艺术家和自力文团推崇为现代国服。1950年代，西贡设计师将服装收紧，形成现在越南女性穿着的版本。1960年代70年代初，这件服装在越南共和国十分流行。过新年或出席其他场合，越南男子会穿着由厚织物編織的织锦长袍。
学界认为，越南长袄强调女性美，並因此在越南和海外越侨之間經常舉辦“长袄小姐”选美。越南长袄的音譯奧黛（áo dài）是英文字典中为数不多的越南语词汇之一。
越南长袄类似于印度、巴基斯坦等印伊斯兰文化国家的沙尔瓦卡米兹、库尔塔。

## 历史

### 前阮朝
数世纪以来，农妇们通常会以肚兜打底，外穿衬衫或大衣，外加短裙。另一方面，贵族则青睐仿造汉服、韩服和和服的交领衣。1744年，顺化君主阮福阔下令宫中男女都要穿长裤和前面有纽扣的长衫。文人黎贵惇把这套新奇的衣服唤作áo dài。而南方宫廷人员与河内郑主的朝臣不
中国明代的服装风格影响了阮朝的越南人，他们开始穿明清时期汉族的长袍和裤子。20世纪20年代的越南长袄又在原有的中国款式上加入了贴身且紧凑的褶裥。阮朝政府强制推行中国式的裤子和长袍。直到那时，越南北部与世隔绝的小村庄的村民穿裙子。中国明朝、唐朝和汉朝的服饰被阮福阔的军人和官吏采纳。中国服饰到黎朝开始影响越南人的服装。现在的长袄由阮朝领主引入。

### 19世纪
五身袄双摆在前面和后面缝合，主前摆下面又藏着“小摆”。双摆在两侧开衩，这点在后期的长袄中得到保留。相较于现代长袄，它的前后摆更宽更松更短。领子比较高，有纽扣，类似于现代长袄。女性穿衣服时不扣纽，会露出打底的肚兜。

### 20世纪

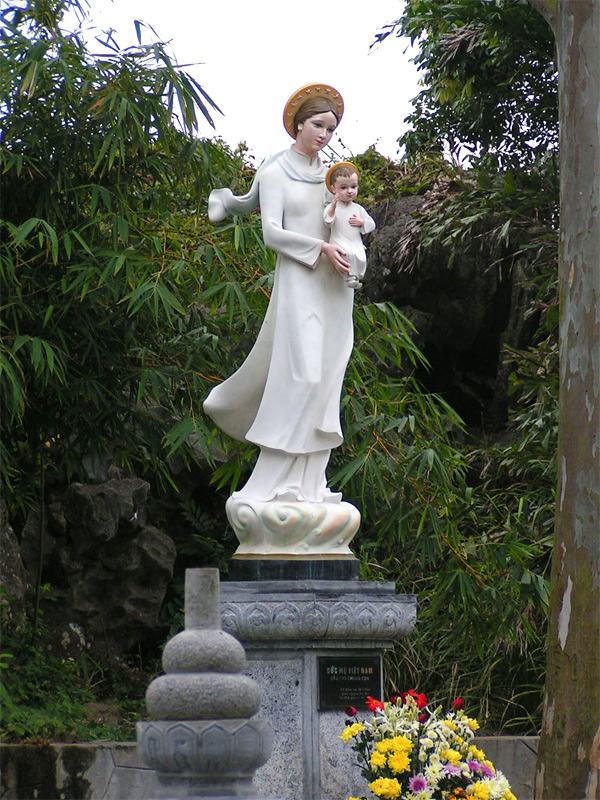
发艳主教座堂穿长袄的聖母雕像。

1917年开始办学的顺化同庆（Đồng Khánh）高中极力推崇长袄作为学生校服。首件现代长袄于1921年在巴黎时装展亮相。1930年，化名黎穆（Le Mur）的河内艺术家吉祥（Cát Tường）受五身袄和巴黎时装启发设计了一件服装，这件衣服前后摆扫地，利用缝褶和内收的腰部贴合身体曲线。织物变得便宜，使用多层布料和加厚前后摆的原理不再有。现代纺织品制造允许用更宽的裙摆，无需将窄的裙摆缝在一起。1935年1月，模特儿阮氏候（Nguyễn Thị Hậu）穿着雷穆的长袄（或称“时髦”长袄）的照片刊登在《今日报》，引起一时轰动。这种款式得到自力文团艺术家的推崇，成为现代的国服。画家黎铺（Lê Phô）于1934年起引进多种长袄流行款式。第二次世界大战期间，这种西化服装暂时消失。
20世纪50年代，西贡设计师收紧长袄，创造了如今常见的款式。铁立（Thiết Lập）裁缝店的陈金（Trần Kim）和勇（Dũng）裁缝店创造了插肩袖且衣领至腋下对角缝的衣服。越南共和国第一夫人陈丽春从1958年起推广无领版本。1960年到1975年，长袄最受欢迎。1968年，色彩鲜艳的嬉皮士版长袄亮相。这款迷你版长袄实现便利，开缝延至腰部，裙摆只及膝盖。
相较于北部，长袄在南部更普及。1954年和1975年分别掌管北越和南越的共产党对长袄爱恨交织。他们称赞它是国服，越南南方民族解放陣線谈判代表阮氏萍出席巴黎和会时便曾穿长袄。而西化版于60年代到70年代因和“腐朽的”西贡有关遭到谴责。80年代，经济危机、饥荒和与柬埔寨交战堆叠起来，成为时装的发展低谷。除了婚礼及其他正式场合，很少有人穿长袄，而旧式的宽松风格更讨人喜欢。同时，海外越侨则保持在加利福尼亚州长滩举行“越南长袄小姐”（Hoa Hậu Áo Dài）选美的传统。
80年代末，长袄复兴，时值国有企业和学校开始将之作为制服。1989年，1.6万人出席了在胡志明市举办的长袄小姐选美比赛。1995年，穿着长袄的常琼梅（Trường Quỳnh Mai）在东京的国际小姐选美上获得“最佳国服”奖时，《新时尚》（Thời Trang Trẻ）再度将其加冕为越南的“国家灵魂”。随后的“长袄狂潮”持续了好几年，使得更多人将这件服装当作校服。

## 现状

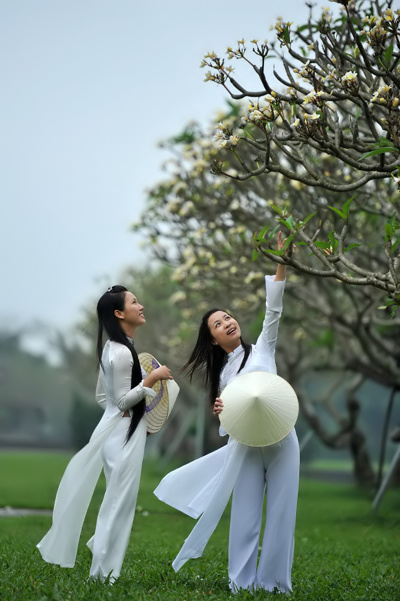
越南政府支持现代长袄设计，不再将之视为政治争议。

越南政府支持现代长袄设计，不再将之视为政治争议。一般谈到越南长袄，就会联系到爱国主义情怀。越南名人黎仕煌（Le Si Hoang）在西贡开长袄服装店，供慕名前来的人们探访。游客们到河内，在梁文干（Loung Van Can）街可以找到长袄。中部地区的高雅城市顺化市以长袄、斗笠和穿着体面的女性闻名。
长袄现今是婚礼、新年庆祝及其他正式场合的正式服裝。南部普通中学的女教师（主要是高中以下）和女学生将长袄作为制服，教师制服没有要求颜色和图案，而学生的校服采用纯白色和花朵等小图案。企业一般要求女员工穿制服，其中就有长袄，所以空中服務員、接待员、银行职员、餐馆工作人员和酒店工作人员都会穿长袄。

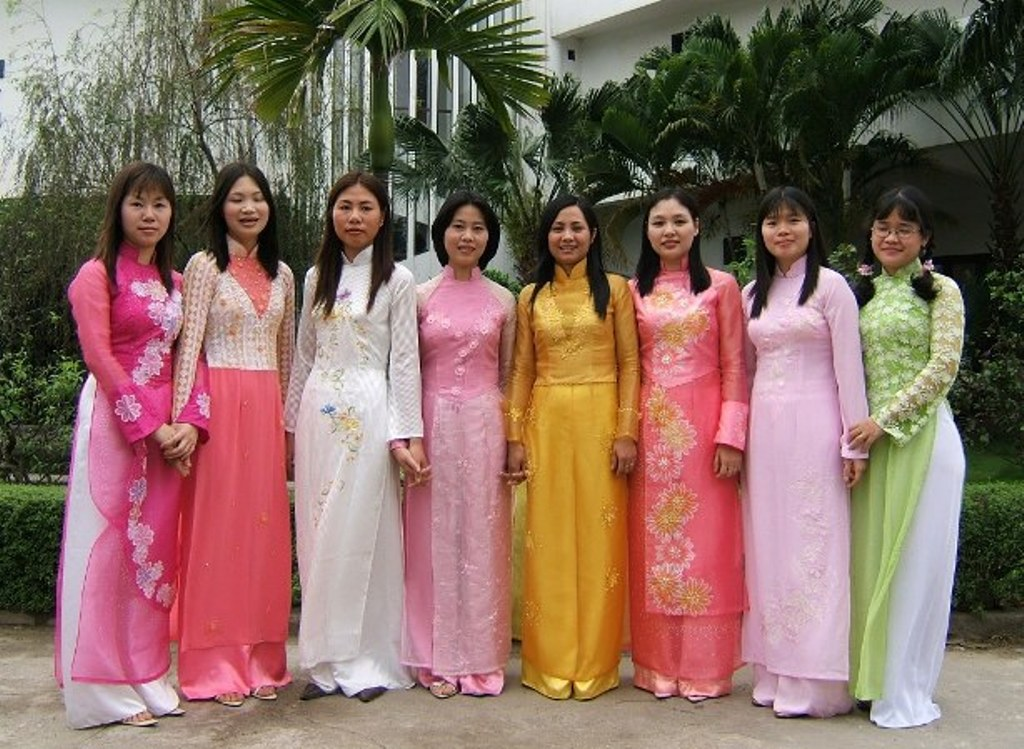
穿着长袄的女性

最流行的长袄款式的上身收得很紧，突出胸部和曲线。衣服尽管包住整个身体，却有挑逗性，尤其是薄布料制作的。有一个说法：“长袄覆盖了一切，但什么都不隐藏”。衣服必须量体裁衣，裁缝一般要花几个星期才能完成。长袄在美国花费200美元，在越南花40美元。
德克萨斯州大学奥斯汀分校助理教授Nhi T. Lieu写道：“从象征意义上看，长袄唤起乡土性别形象所带来的怀旧和永恒，为侨居海外的越南人渴望。”她写道，穿长袄工作的困难点出衣服的脆弱和无辜。越南作家赞成将长袄作为校服，指出穿着它的不便，不失为是老师教学生谦虚、谨慎、细心等女性主义行为的好处。
长袄出现在以越南为主题或相关的影片中。1987年影片《早安越南》，罗宾·威廉姆斯所饰演的角色首次来到西贡，受到穿着长袄女性的欢迎。1992年电影《印度支那》和《情人》启发多家国际时装公司设计长袄系列，包括普拉达的SS08系列和乔治·阿玛尼系列。2007年越南电影《穿白丝绸的女人》，长袄是贫穷家庭母亲留给女儿们的唯一遗产。目前在建的65层大楼河内乐天中心外观灵感出自长袄。越南设计师为2008年7月越南芽庄市环球小姐选美竞赛的参赛选手们设计长袄。
在越南海外，美国最大越南人社群加利福尼亚州圣何塞每年都会举办的越南长袄节。在节日创办人珍妮·杜的指导下，该活动成为了国际化设计师活动。

## 现代长袄
数十年来，越南统一和发展的快速步伐见证着传统长袄的变更。这并不意味着传统长袄从越南人的生活中消失，相反，变得更加适应现代生活了。国家的日益发展要求变更和适应能力。传统长袄也不例外，不仅是因为它的设计不符合现代越南人的审美观点。事实上，因为传统长袄穿着在日常生活中不方便，所以一定要“现代化”。因此，长袄的设计不适合长途工作或旅行。此外，越南天气的极端也让民众对穿长袄望而却步。因此，人们从设计和材质上改造长袄，使穿着者感到更加舒服便捷 。
现代长袄于数年前出现。然而，还是有人把长袄看成正式服装，如教师、空乘、接待员。直到2016年底，现代长袄衍生了数百种款式，受大众欢迎。衣领、袖子或前后摆长度有所修改。此外，现代人倾向于长袄配裙裤和短裙，而不是配裤子。变更的不只是设计，人们还用不同的布料制作长袄，例如丝绸、锦织物或薄纱织物  。
伴随着现代长袄的浪潮，批评有所转变。希望在长袄中保留传统价值的人们认为现代长袄五花八门。越南设计师德雄先生认为：“我坚信现代长袄不属于越南。如果我们继续倡导现代长袄的潮流，传统长袄就会被埋汰......”尽管如此，越南青少年对现代长袄仍青睐有加。

## 图集

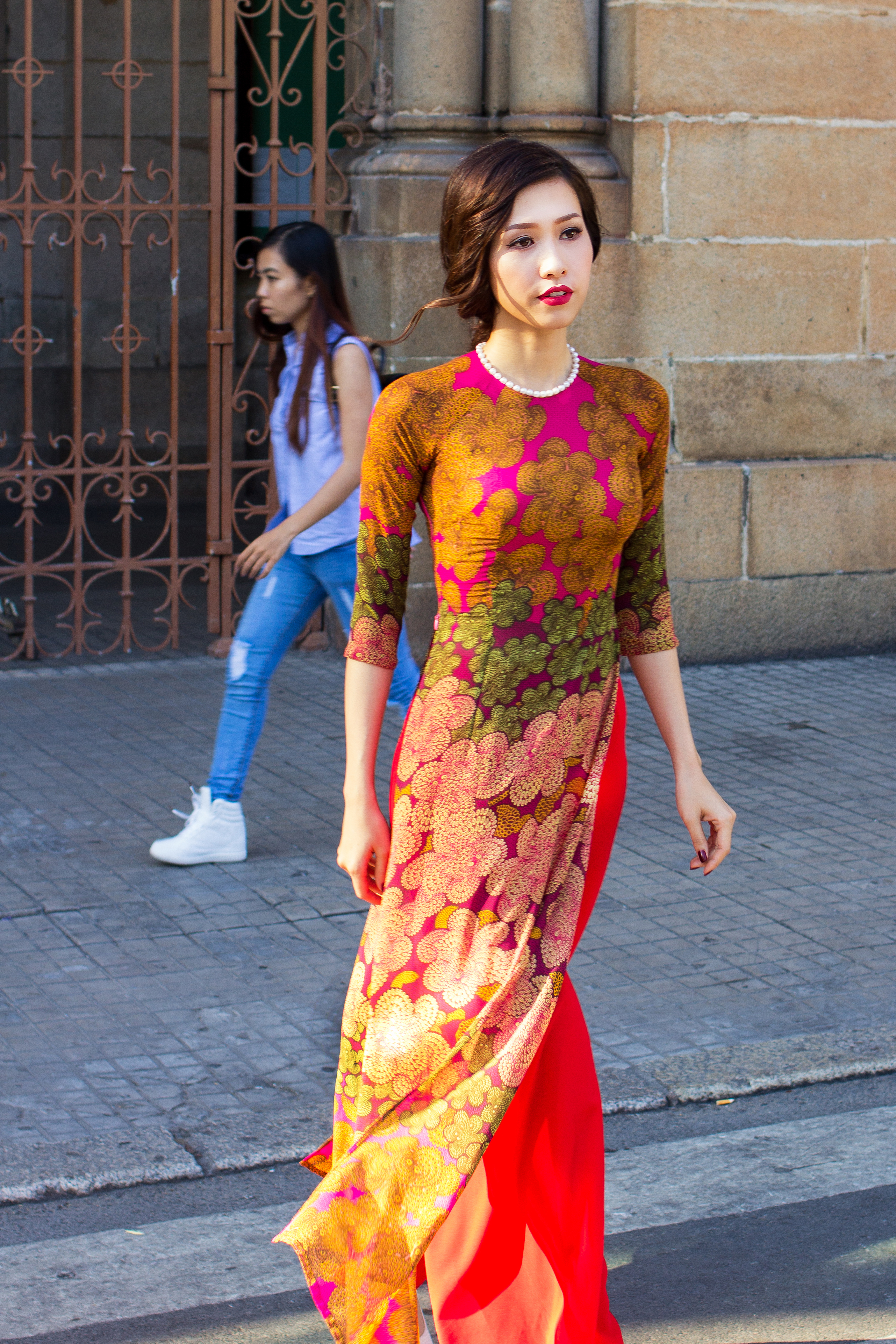
彩印长袄
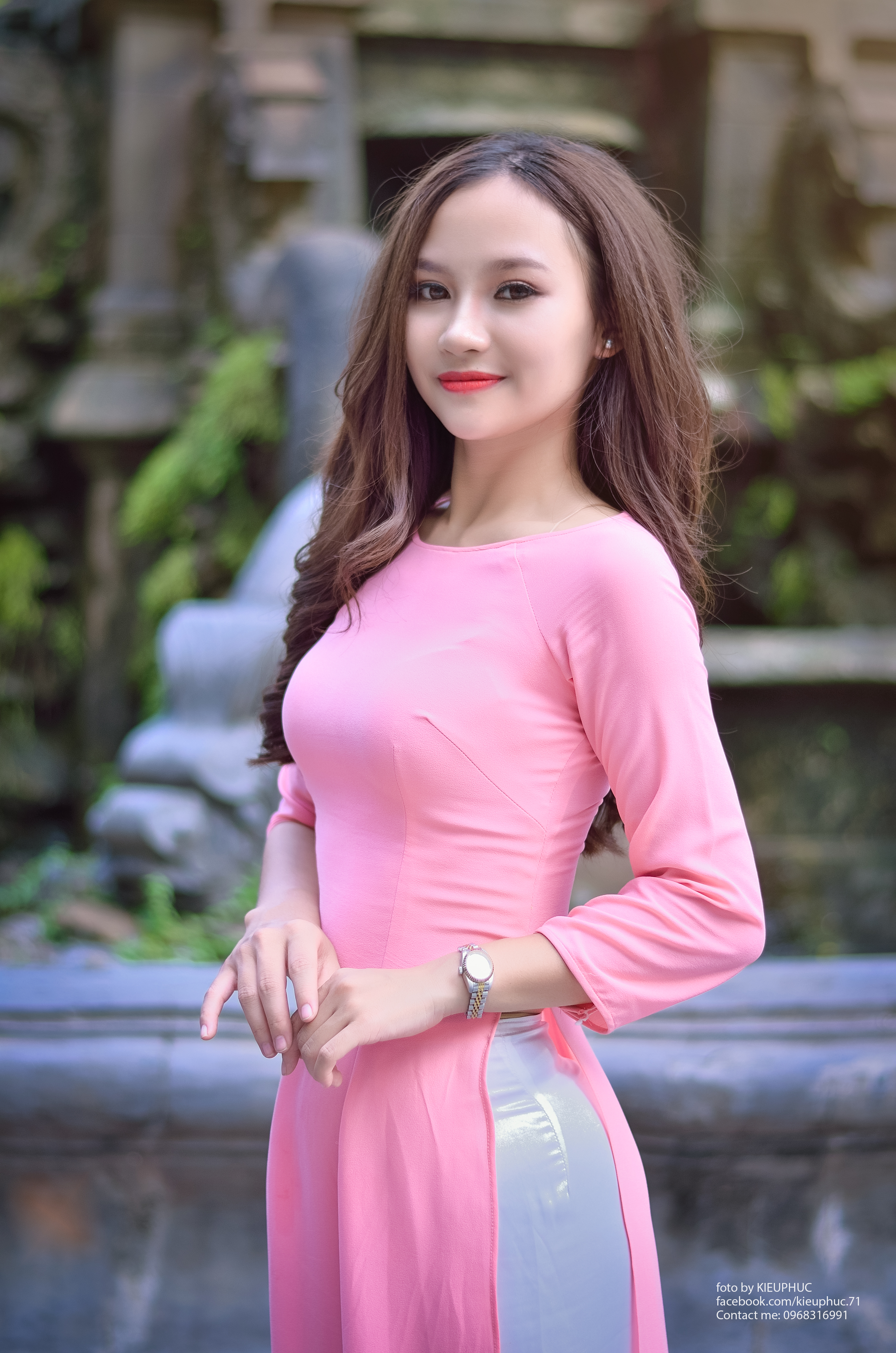
粉色长袄
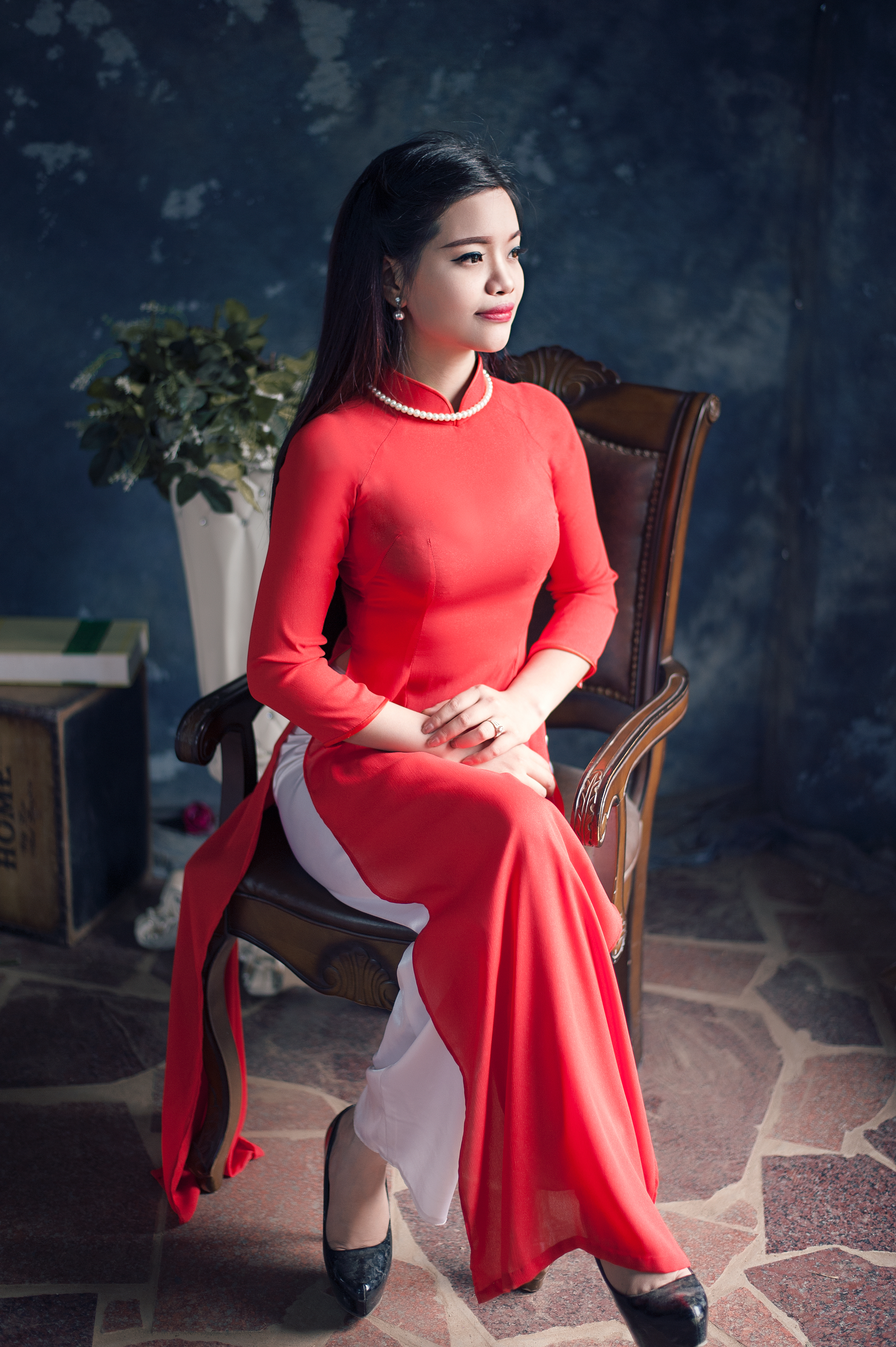
红色长袄
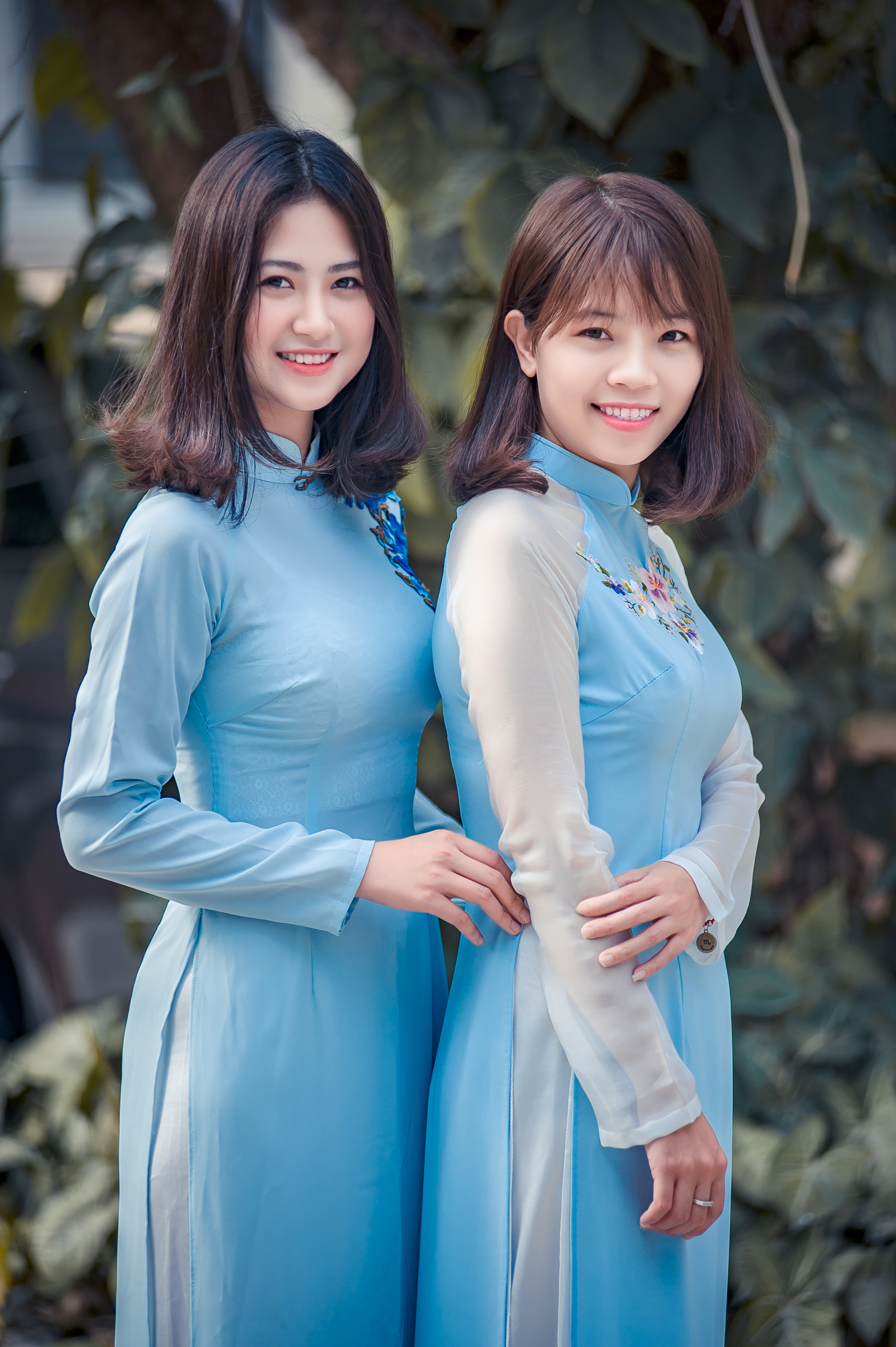
蓝色长袄
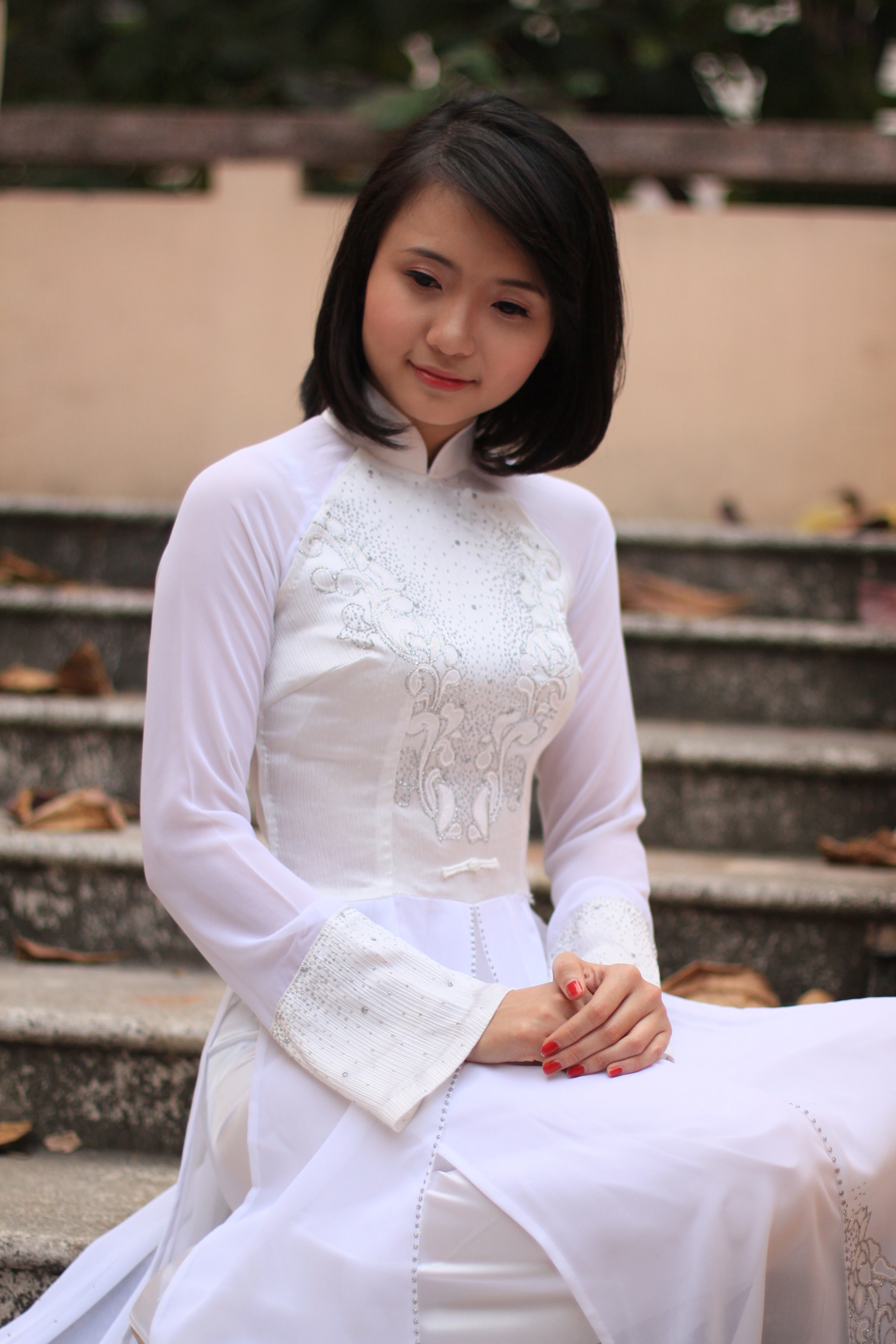
白色长袄
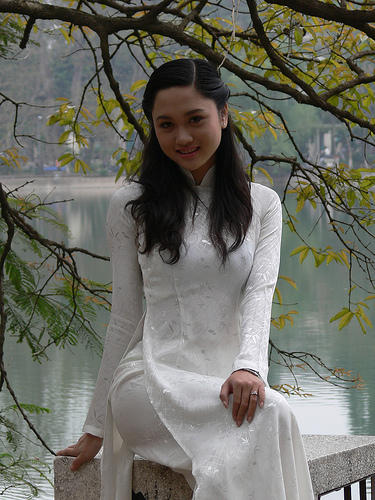
穿白色长袄的年轻女性
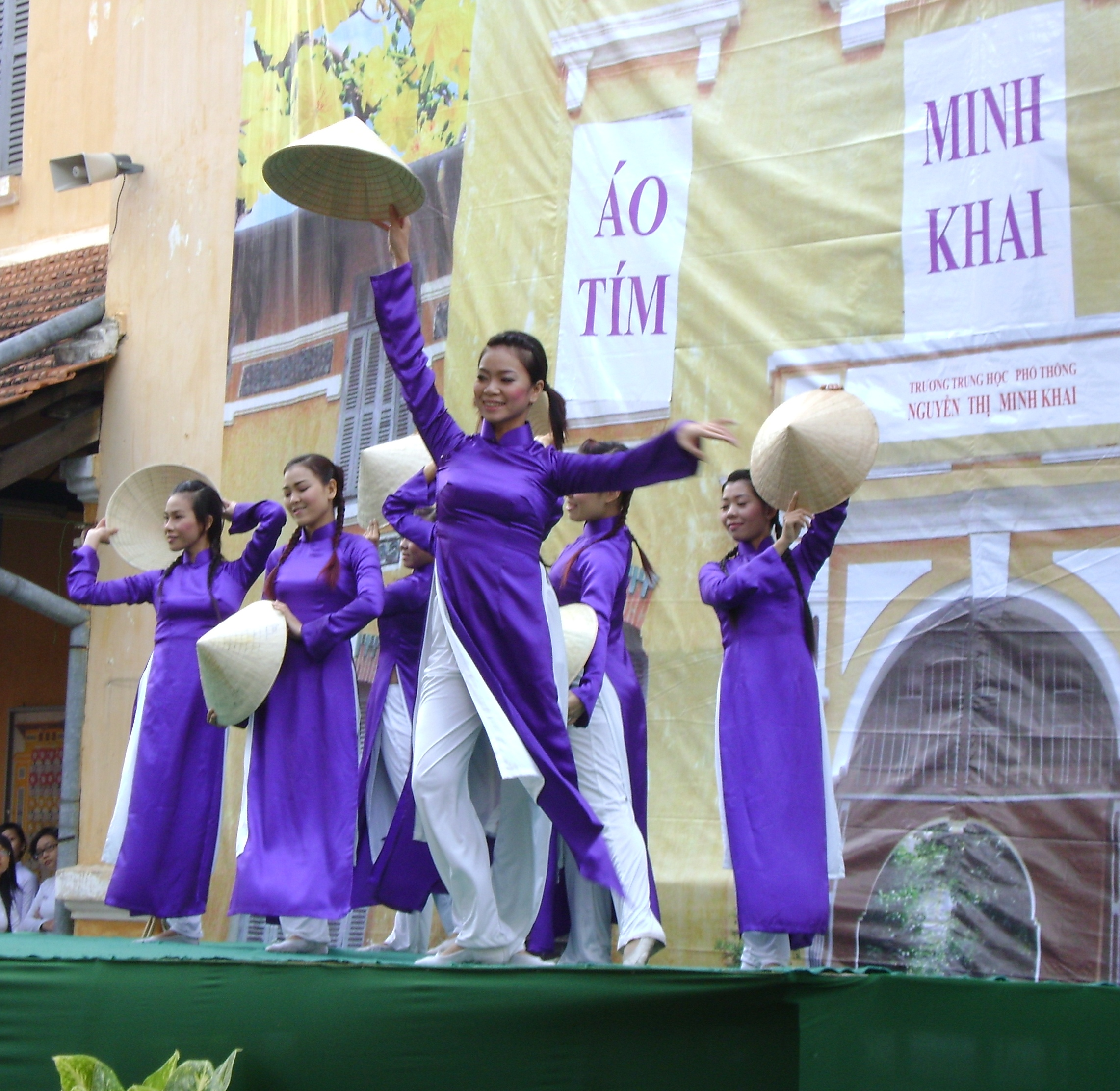
在跳舞的高中生
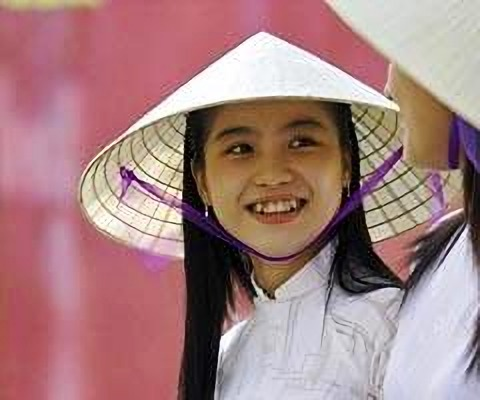
穿长袄戴斗笠的女学生，这是顺化市的标配。
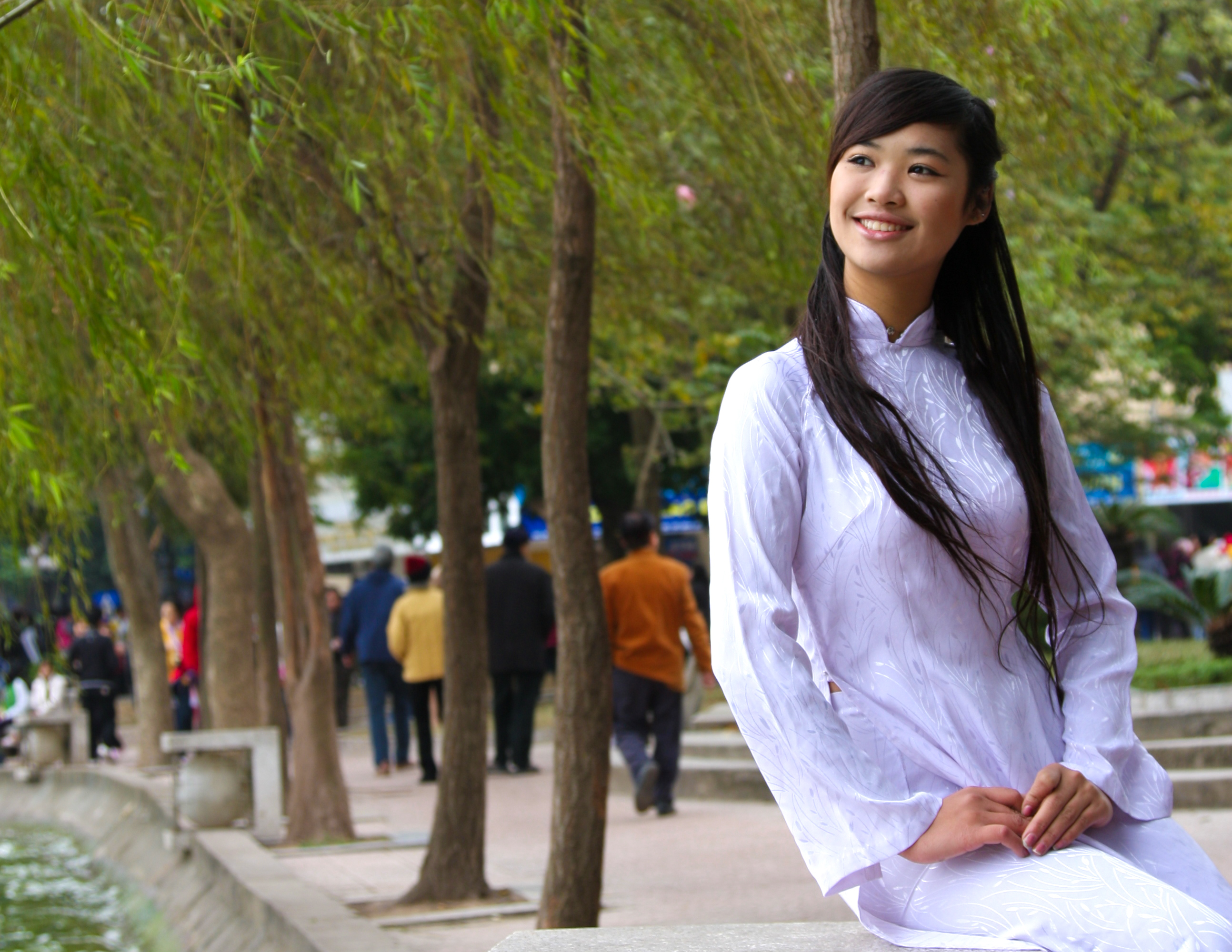
淡蓝色长袄
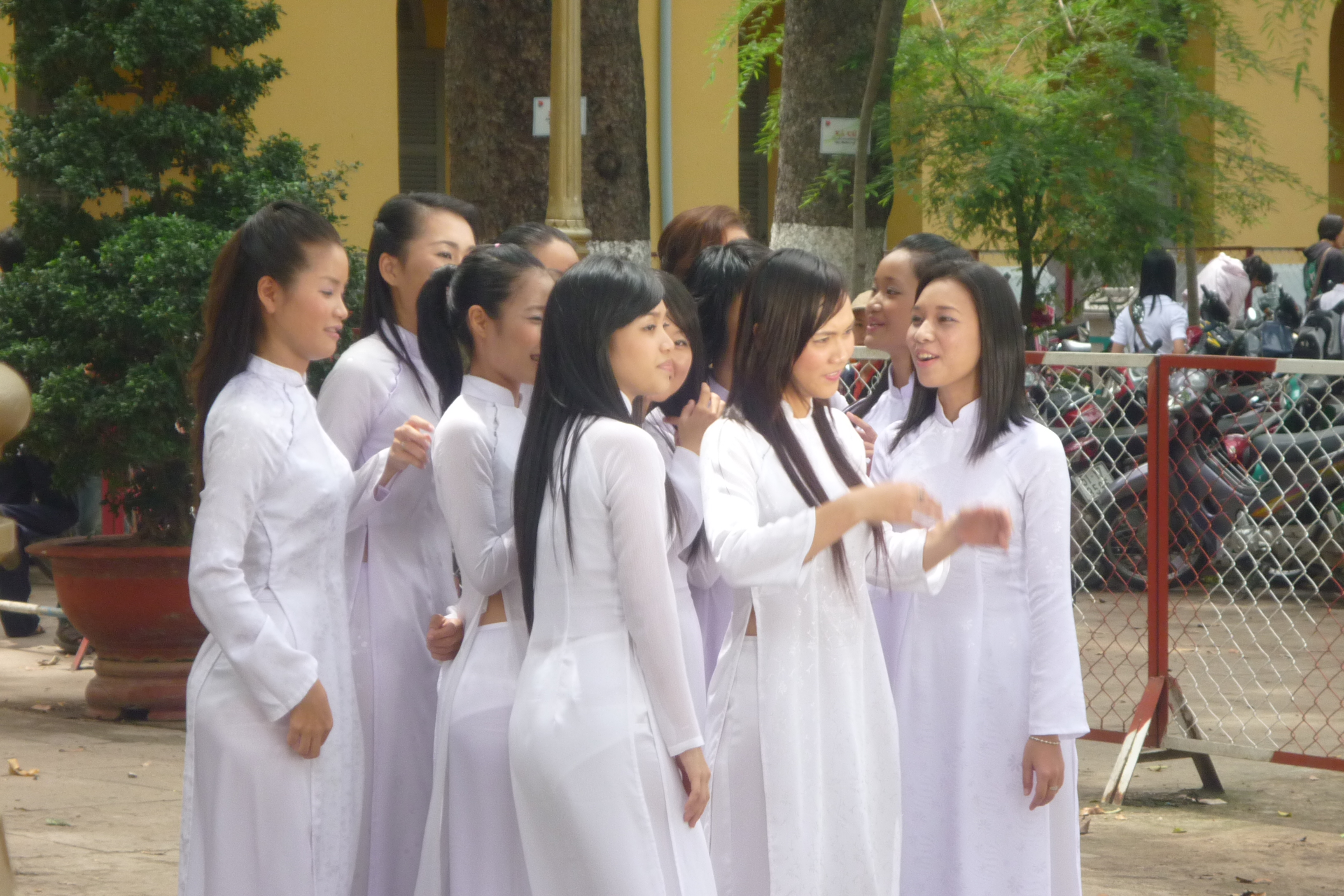
西贡大学的越南学生
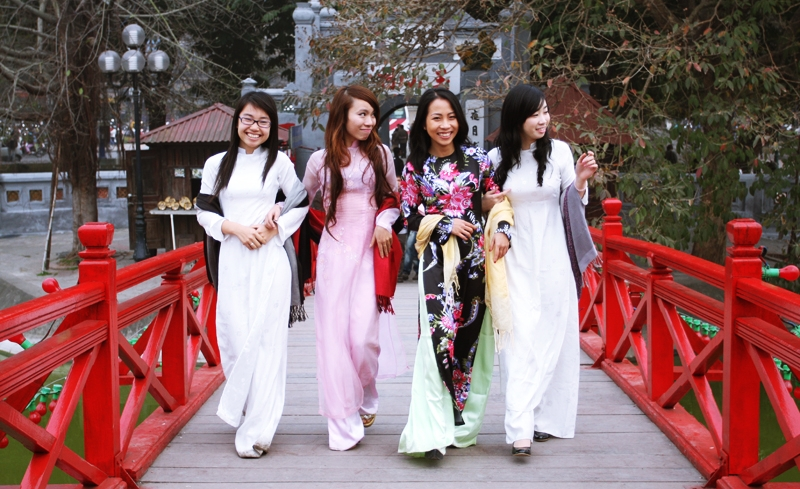
还剑湖上穿长袄的年轻女性。
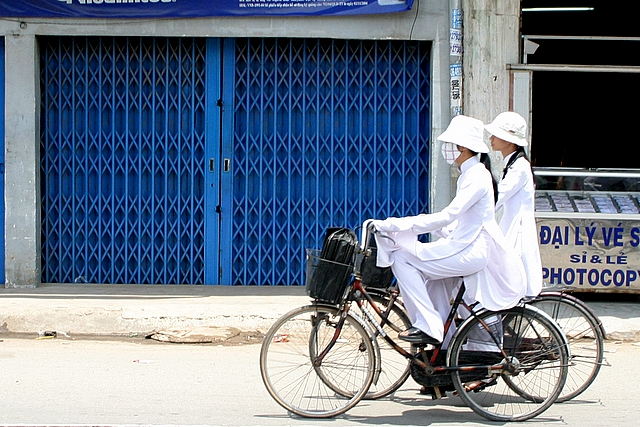
胡志明市两位穿着长袄的女高中生。
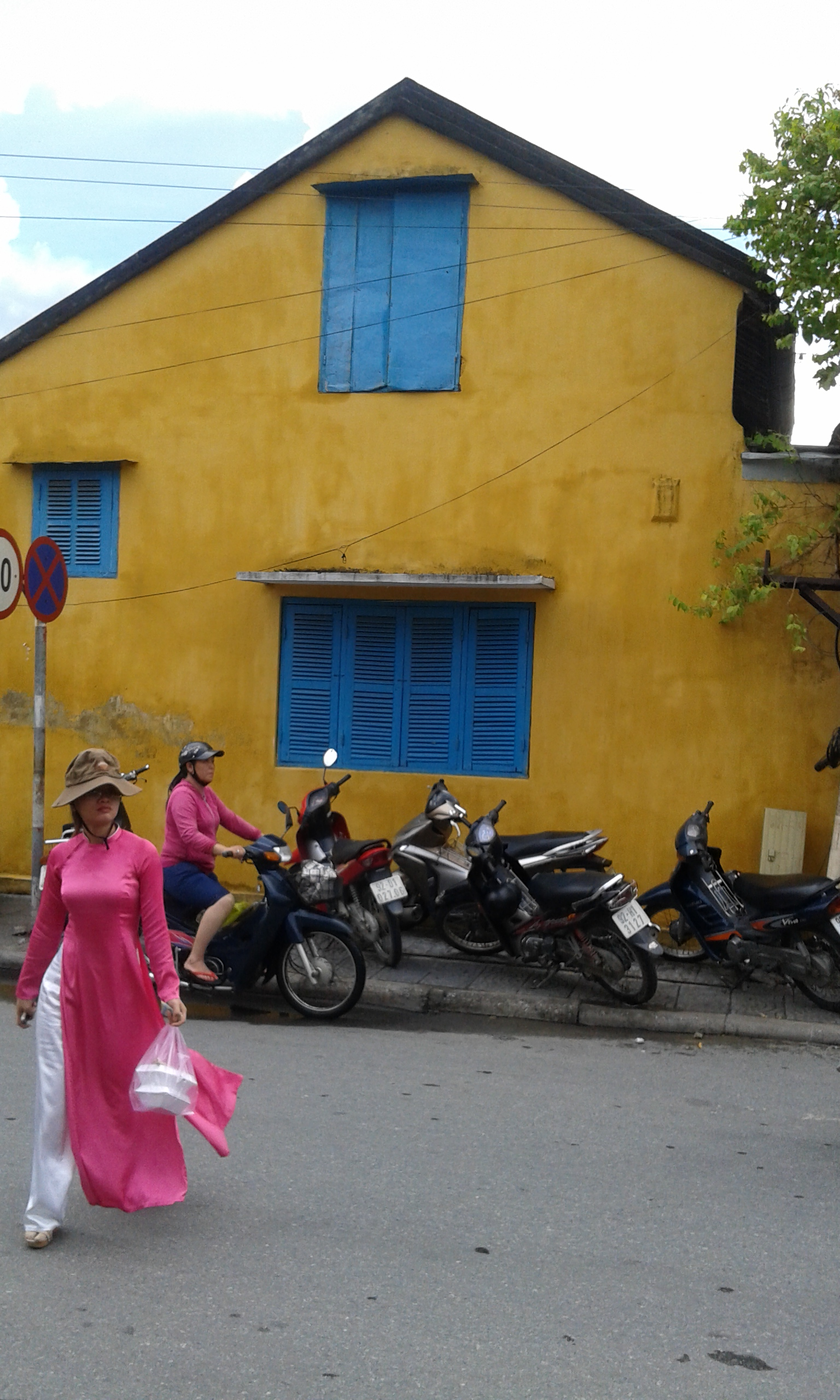
會安街頭穿奧黛的女性。
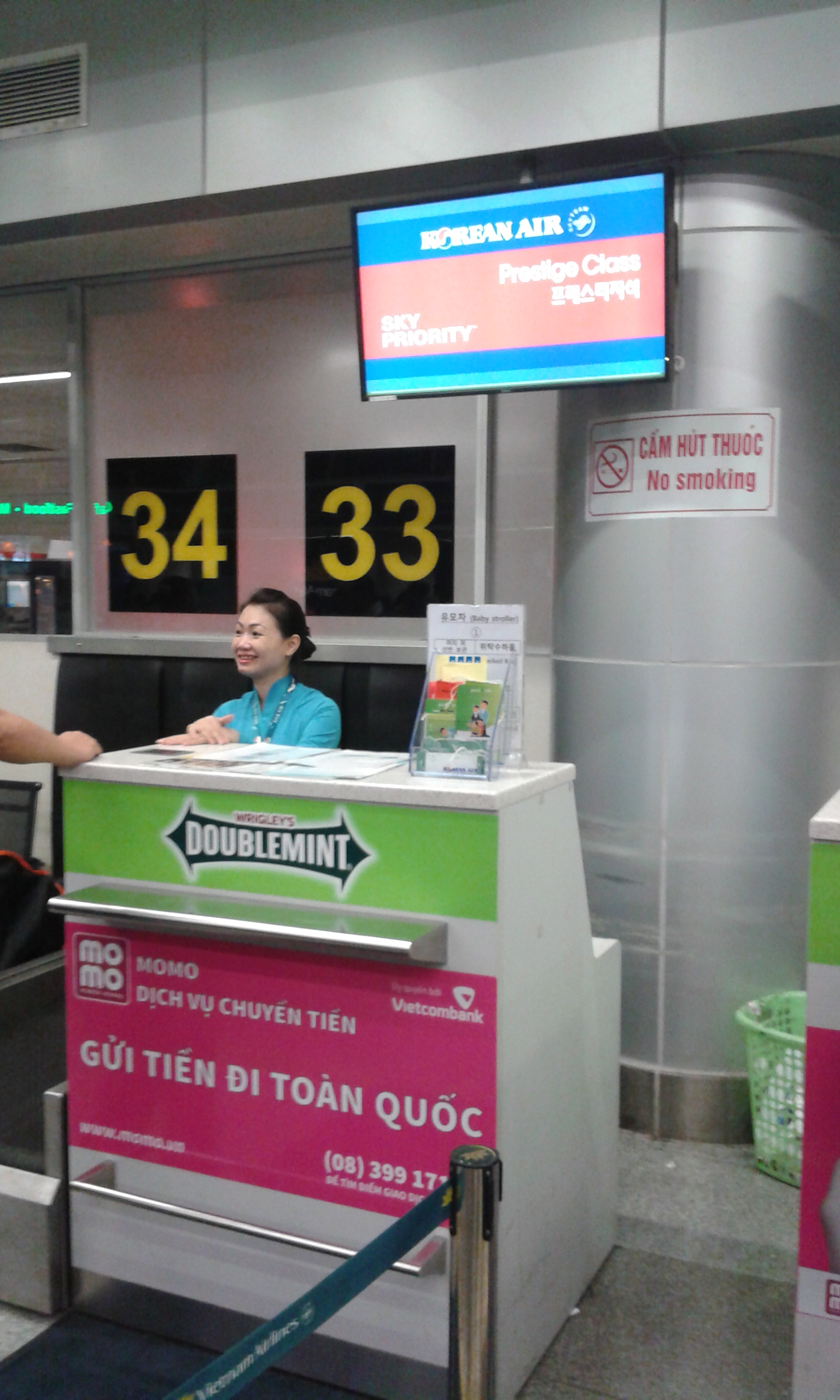
穿奧黛的峴港機場地勤人員。
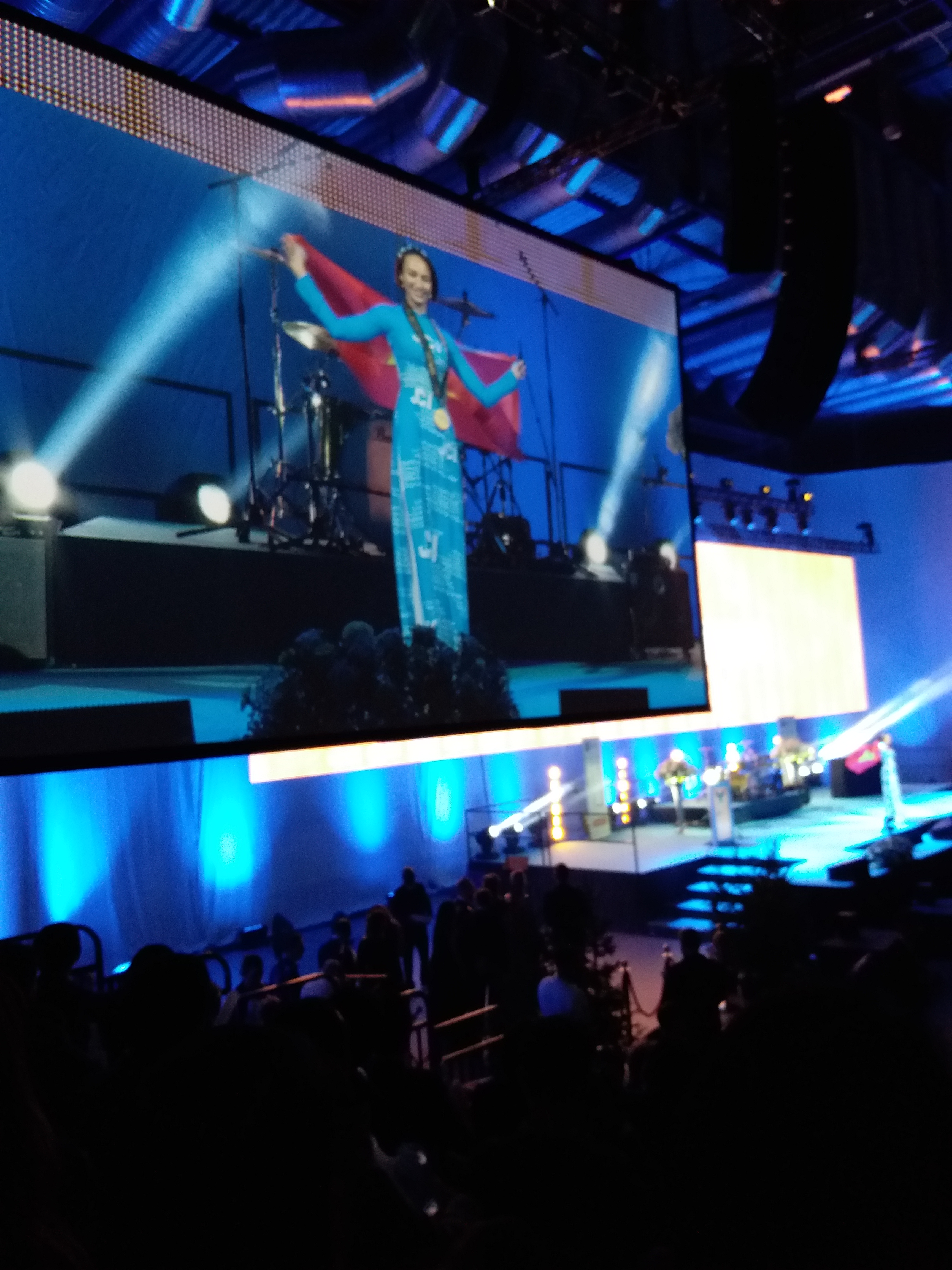
藍色奧黛
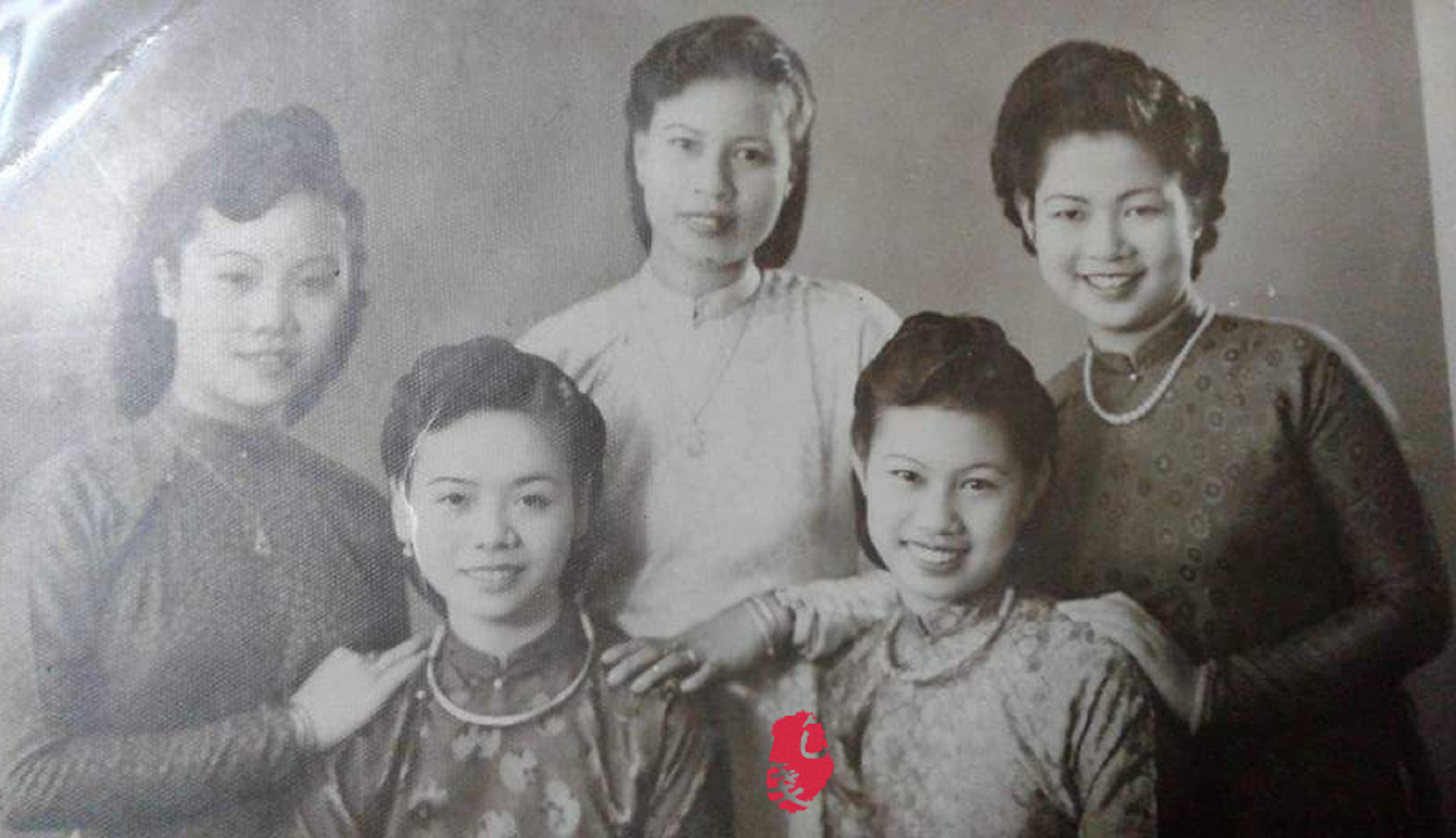
1950年河內长袄